# Couboulambou à Paris
Couboulambou à Paris, op. 135, est une œuvre de la compositrice Mel Bonis, datant de 1930.

## Composition
Mel Bonis compose Couboulambou à Paris pour voix moyenne et piano sous le pseudonyme de Jacques Normandin en 1930. Le texte est anonyme. L'œuvre est encore inédite.

## Analyse
Cette mélodie fait partie des genres légers et humoristiques.

## Sources
- Étienne Jardin, Mel Bonis (1858-1937) : parcours d'une compositrice de la Belle Époque, 2020 (ISBN 978-2-330-13313-9 et 2-330-13313-8, OCLC 1153996478, lire en ligne)